# エレジー (2008年の映画)
『エレジー』（原題：Elegy）は、2008年のアメリカ映画。フィリップ・ロスの『ダイング・アニマル』をイザベル・コイシェが映画化。
第58回ベルリン国際映画祭出品作品。

## あらすじ
快楽主義を説く初老の大学教授デイヴィッドは自らのクラスで美しいコンスエラに出会う。
歳の差を越えて二人は愛し合うようになり、デイヴィッドは今までの自分の美学に反しコンスエラに夢中になっていく。

やがて彼はコンスエラの元恋人たちに嫉妬をし始める。それはエスカレートして、まだ若い彼女が他の男を見つけて自分の元から去っていくのではないかと不安に陥り…。

## キャスト
| 役名                       | 俳優                     | 日本語吹替 |
| -------------------------- | ------------------------ | ---------- |
| コンスエラ・カスティーリョ | ペネロペ・クルス         | 岡寛恵     |
| デイヴィッド・ケペシュ     | ベン・キングズレー       | 池田勝     |
| ジョージ・オハーン         | デニス・ホッパー         | 樋浦勉     |
| キャロライン               | パトリシア・クラークソン | 一城みゆ希 |
| ケニー・ケペシュ医師       | ピーター・サースガード   | 咲野俊介   |
| エイミー・オハーン         | デボラ・ハリー           | 片貝薫     |